# Трой (Південна Кароліна)
Трой (англ. Troy) — місто (англ. town) в США, в окрузі Грінвуд штату Південна Кароліна. Населення — 83 особи (2020).

## Географія
Трой розташований за координатами 33°59′31″ пн. ш. 82°17′52″ зх. д. / 33.99194° пн. ш. 82.29778° зх. д. (33.991929, -82.297869).  За даними Бюро перепису населення США в 2010 році місто мало площу 2,07 км², з яких 2,07 км² — суходіл та 0,00 км² — водойми.

## Демографія
Згідно з переписом 2010 року, у місті мешкали 93 особи в 42 домогосподарствах у складі 26 родин. Густота населення становила 45 осіб/км².  Було 54 помешкання (26/км²).
Расовий склад населення:
| - 86,0 % — білих - 10,8 % — чорних або афроамериканців - 1,1 % — корінних американців - 2,2 % — осіб інших рас |

До двох чи більше рас належало 0,0 %. Частка іспаномовних становила 3,2 % від усіх жителів.
За віковим діапазоном населення розподілялося таким чином: 21,5 % — особи молодші 18 років, 53,8 % — особи у віці 18—64 років, 24,7 % — особи у віці 65 років та старші. Медіана віку мешканця становила 46,5 року. На 100 осіб жіночої статі у місті припадало 102,2 чоловіків;  на 100 жінок у віці від 18 років та старших — 92,1 чоловіків також старших 18 років.
Середній дохід на одне домашнє господарство  становив 45 029 доларів США (медіана — 40 938), а середній дохід на одну сім'ю — 57 267 доларів (медіана — 63 750). За межею бідності перебувало 13,0 % осіб, у тому числі 17,6 % дітей у віці до 18 років та 0,0 % осіб у віці 65 років та старших.
Цивільне працевлаштоване населення становило 45 осіб. Основні галузі зайнятості: освіта, охорона здоров'я та соціальна допомога — 33,3 %, виробництво — 28,9 %, будівництво — 11,1 %, науковці, спеціалісти, менеджери — 8,9 %.